# إميل براون (لاعب كرة قاعدة)
إميل براون (بالإنجليزية: Emil Brown)‏ هو لاعب كرة قاعدة أمريكي، ولد في 29 ديسمبر 1974 في شيكاغو في الولايات المتحدة.

## وصلات خارجية
- إميل براون على موقع دوري كرة القاعدة الرئيسي (الإنجليزية)
- إميل براون على موقعبيزبول رفرنس.كوم (الدوري الرئيسي) (الإنجليزية)
- إميل براون على موقع إي إس بي إن.كوم (أم.أل.بي) (الإنجليزية)
- إميل براون على موقع مشجعي الرسوم البيانية (الإنجليزية)